# 葉緣 (葉德嫻專輯)
《葉緣》，香港歌手葉德嫻的音樂專輯，於2002年2月23日推出，是她繼《邊緣回望》後相隔15年再度推出的新專輯。

## 簡介
專輯封面是葉德嫻的童年照，新攝的照片則在內頁，並按葉德嫻的要求全以環保紙印製。
歌曲有較私人化的，如寫復出心態的《重頭認識》、黃偉文對其偶像葉德嫻當時未得過任何最佳女主角獎項有感而發的《如果沒有你》等；有關於社會人際關係的，如探討親子關係的《孽》、代溝問題的《債？》等。
主打曲《重頭認識》為葉德嫻首支三台冠軍曲。音樂錄影帶由當時任職無綫電視的黃慧君（花姐）導演，葉德嫻不曾出現，其多名朋友和後輩對嘴演出，拍攝手法被指效彷薩姆·泰勒-約翰遜在2001年為艾頓莊導演的《I Want Love》。

## 評價
專輯風評一般。南方都市報的樂評人認為專輯主題統一，並給予四星（五星為滿）的分數。
壹週刊的殷明偉卻認為葉德嫻不適合把影視中的母親角色帶入音樂，其聲線亦較以前遜色，主打曲《重頭認識》有倫永亮前作《心仍是冷》的影子，並形容周禮茂的詞「斧鑿」。澳門日報則批評《如果沒有你》「旋律較沉悶」，兩首合作曲未如人意。
該年年末，碟評人亞里安和陳錫海票選此專輯為「2002年5大聽爛耳CD」之一。
此外專輯中最受各樂評人推崇的歌曲是探戈或恰恰恰節奏的《服了她》。

## 曲目列表
| CD       | CD                    | CD                | CD        | CD        | CD            | CD                  | CD    |
| 曲序     | 曲目                  |                   | 作曲      | 编曲      | 製作人        | 备注                | 时长  |
| -------- | --------------------- | ----------------- | --------- | --------- | ------------- | ------------------- | ----- |
| 1.       | 如果沒有你            | 黃偉文            | 倫永亮    | 倫永亮    | 倫永亮 葉德嫻 | 第二主打            | 3:45  |
| 2.       | 重頭認識              | 周禮茂            | 倫永亮    | 倫永亮    | 倫永亮 葉德嫻 | 第一主打            | 4:42  |
| 3.       | 服了她                | 周禮茂            | 倫永亮    | 倫永亮    | 倫永亮 葉德嫻 |                     | 3:27  |
| 4.       | 孽[I]（與張燊悅合唱） | 周禮茂            | 林道善    | 林道善    | 倫永亮 葉德嫻 |                     | 3:44  |
| 5.       | 債?（Featuring LMF）  | MC仁 Kit Wah Phat | Davy Chan | Davy Chan | Davy Chan     | 第二主打（叱咤903） | 4:44  |
| 6.       | 孽[II]                | 周禮茂            | 林道善    | 林道善    | 倫永亮 葉德嫻 |                     | 3:40  |
| 总时长： | 总时长：              | 总时长：          | 总时长：  | 总时长：  | 总时长：      | 总时长：            | 24:06 |

## 專輯派台歌曲成績
| 年份 | 歌曲       | 最高排名 | 最高排名 | 最高排名 | 最高排名 | 最高排名 | 最高排名 | 最高排名 | 最高排名 |
| 年份 | 歌曲       | 903      | 週數     | RTHK     | 週數     | 997      | 週數     | TVB      | 週數     |
| ---- | ---------- | -------- | -------- | -------- | -------- | -------- | -------- | -------- | -------- |
| 2002 | 重頭認識   | 14       | 3        | 1        | 6        | 1        | 7        | 1        | 3        |
| 2002 | 債?        | 15       | 4        | -        | -        | -        | -        | -        | -        |
| 2002 | 如果沒有你 | -        | -        | -        | -        | 5        | 5        | -        | -        |